# Agriocnemis luteola
Agriocnemis luteola är en trollsländeart som beskrevs av Navás 1936. Agriocnemis luteola ingår i släktet Agriocnemis och familjen dammflicksländor. Inga underarter finns listade i Catalogue of Life.